# Fortuné Henry
Pour les articles homonymes, voir Henry.
Ne doit pas être confondu avec Jean-Charles Fortuné Henry.
 (janvier 2022).
Fortuné Henry, appelé parfois Fortuné (Nîmes (Gard), 20 juillet 1821 – Paris, 28 mai 1882), est un poète libertaire, journaliste, maroquinier et une personnalité de la Commune de Paris.

## Biographie

### Un communard méconnu
Considéré comme l’une des figures les plus marquantes de la Commune par l’illustrateur Félix Vallotton, Fortuné Henry est pourtant méconnu. Son nom (parfois orthographié Henri) et son prénom sont souvent confondus. Les historiens versaillais le confondent avec autre communard, le colonel Lucien Henry et un ariégeois nommé Sixte Casse. Fortuné est parfois aussi confondu avec son fils aîné, Jean-Charles Fortuné Henry. Enfin, dans sa carrière littéraire, Fortuné a usé de plusieurs pseudonymes tels qu’Esther Rigny ou Henry de Bèze.

### La famille
Fortuné est issu d’une famille d’artisans bottiers de Nîmes. Les parents, Jean Henry et Marie Bancel sont d’origine modeste mais ont fait fort bien élever leurs enfants. Les frères et sœurs de Fortuné ont tous réussi socialement et se sont installés dans l’un des plus beaux quartiers de Paris, le 16e arrondissement. L’aînée est journaliste, la puînée a épousé un riche marquis, le cadet a fait carrière comme officier du génie puis comme ingénieur. Devenus noble ou bourgeois les enfants Henry sont restés imprégnés des idées révolutionnaires léguées par leurs parents. Comme ses frère et sœurs Fortuné est décrit comme travailleur, intelligent et cultivé, des qualités qui lui auraient permis de faire une belle carrière si son engagement politique et social n’avait pas à plusieurs reprises brisé sa position sociale.

### Le poète fouriériste
Installé à Paris dès 1846, Fortuné se lie avec le fouriériste audois Jean Journet qui devient son père spirituel. Il collabore à l’Almanach phalanstérien et au quotidien La Démocratie pacifique dirigé par Victor Considerant, chef de file des fouriéristes. Il collabore également à l’Almanach des opprimés dirigé par le socialiste Hippolyte Magen et à la Revue de l’éducation nouvelle, journal des mères et des enfants dirigée par le fouriériste Jules Delbruck.
Sa production littéraire est essentiellement composée de poèmes dans lesquels Fortuné exprime ses convictions philosophiques, sociales et politiques. Pour Victor Considerant il écrit des poèmes mystiques imprégnés par la cosmologie fouriériste. Pour Jules Delbruck il écrit des rondes et chansons pour enfant. Il met la valeur fouriériste de l’attraction au service d’une pédagogie nouvelle : c’est un partisan d’une « pédagogie attractive » par les jeux et l’image. Ces rondes et chansons écrites sur des airs connus sont destinées à s’instruire, mais surtout à s’imprégner d’une morale. Le travail des ouvriers et paysans, la fraternité et la patrie y sont valorisés. La misère sociale, l’esclavage, les superstitions et la guerre y sont dénoncés. L’exigence morale et l’intérêt portés à l’éducation par Fortuné préfigurent les préoccupations des Communards. Ces publications permettent de situer Fortuné politiquement : il est alors républicain, socialiste utopique et fouriériste, sans doute franc-maçon mais ne semble pas encore révolutionnaire.
Fortuné combat cependant sur les barricades en 1848. Considéré comme un opposant à Napoléon III, il est interné politique à la prison Sainte-Pélagie après le coup d'État du 2 décembre 1851. On perd ensuite sa trace.

### Le journaliste audois

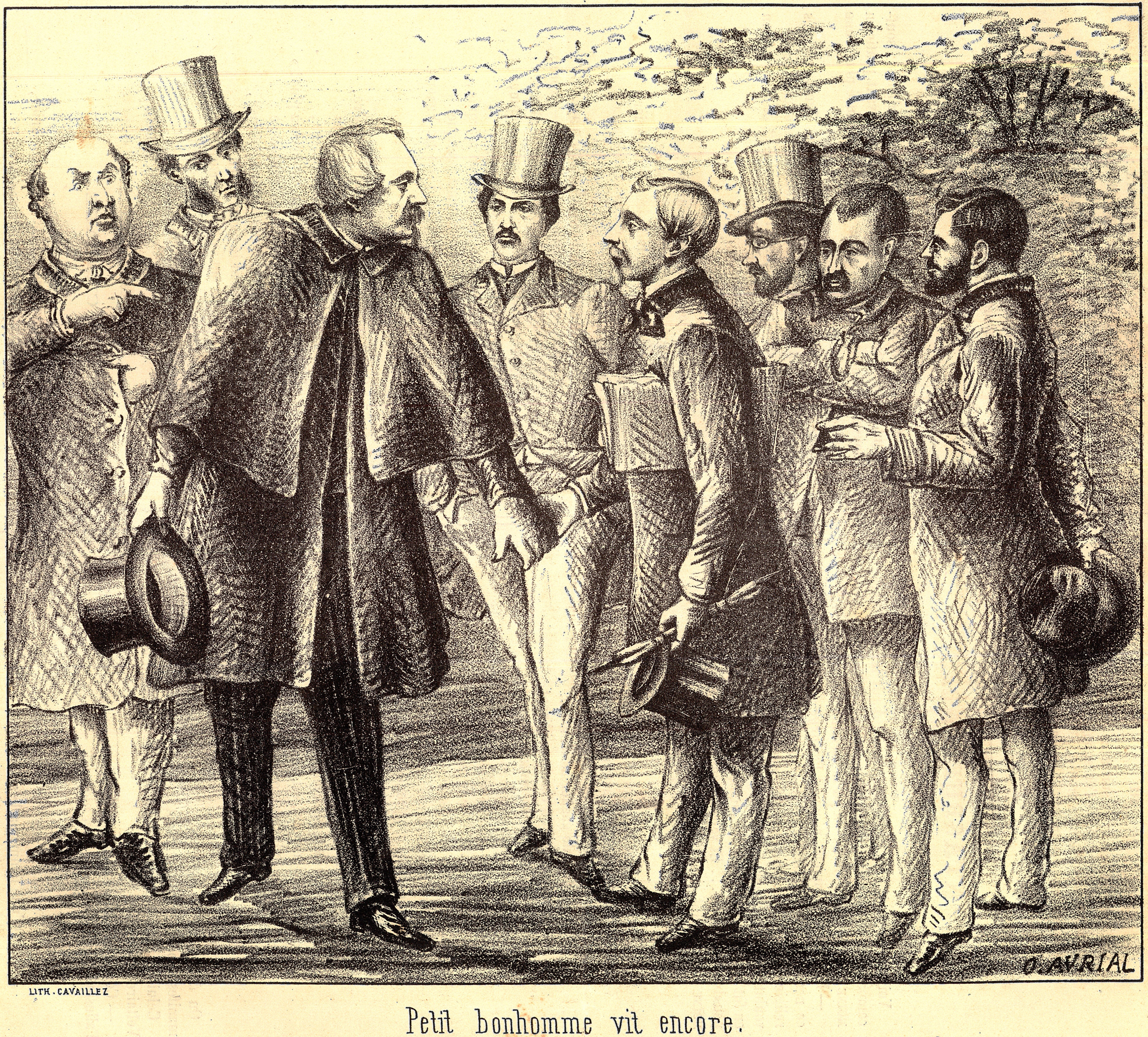
Fortuné Henry (à gauche avec le chapeau à la main) et le dessinateur Oscar Avrial (à droite avec des pinceaux à la main) après le second procès de Panurge. Dessin paru dans le no 56 du 15/12/1861 de Panurge.

Fortuné s’installe en 1859 à Carcassonne, ville natale de son ami Jean Journet. Après s’être fait bien voir des autorités locales il y crée, en 1861, un hebdomadaire satirique illustré intitulé Panurge. À travers des caricatures, des articles et des poèmes à l’esprit rabelaisien il critique, avec beaucoup d’humour, la société carcassonnaise et française. Grâce à ce journal Fortuné devient populaire dans les milieux socialistes et républicains audois et ambitionne une carrière politique. Mais ses critiques ne plaisent pas aux autorités. Il est condamné une première fois « pour injure publique » envers le directeur du théâtre, puis seconde fois « pour outrage et dérision envers la religion catholique ». Après avoir passé le mois de février 1862 en prison, il quitte Carcassonne pour Paris.

### Le militant socialiste parisien
À Paris Fortuné s’installe dans le Xe arrondissement dont il sera l’un des l’élus sous la Commune. Il s’intègre à la société littéraire parisienne et reprend la publication de Panurge. Mais un article qualifié d’obscène lui vaut une nouvelle condamnation : en janvier 1863 il est condamné à un mois de prison. Renonçant à sa carrière littéraire Fortuné vit de divers métiers dont celui de tireur de sable à Brévannes puis ceux de négociant, de maroquinier et de cordonnier à Paris. En 1867 il se marie avec une jeune confectionneuse méridionale, Rose Caubet, dont il aura trois enfants. La même année il fonde avec les militantes féministes Louise Michel et Marguerite Tinayre la Société des équitables de Paris, une société coopérative de consommation et d’éducation. Par cette société il adhère à l’Association internationale des travailleurs. Son militantisme politique lui vaut un nouveau séjour à la prison Sainte-Pélagie.

### Le communard

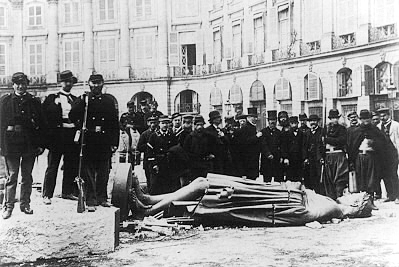
Communards posant près des ruines de la colonne Vendôme. Fortuné Henry (portant un chapeau melon) est le 5e en partant de la droite.

Avec la Commune de Paris Fortuné va exercer pour la première fois des responsabilités politiques lui permettant de mettre en pratique ses idées. Après la proclamation de la IIIe République en 1870, Fortuné est délégué au Comité central républicain des Vingt arrondissements. C’est là qu’il rencontre le docteur Goupil qui devient son ami le plus fidèle. En tant que délégué de son arrondissement Fortuné est l’un des signataires de l’affiche rouge du 6 janvier 1871 appelant à la création de la Commune de Paris. Le 3 mars il est élu au Comité central de la Garde nationale. Le 26 mars il est élu au Conseil de la Commune par le Xe arrondissement, il siège à la commission des Subsistances. Avec Vermorel et Rigault il est adjoint à la « Commission d’enquête sur les papiers des membres du gouvernement du 4 septembre ». 
Au début, bien qu’étant l’un des fondateurs du mouvement communal, Fortuné n’est pas un extrémiste. Il demande la reprise des négociations avec Versailles et participe, le 29 avril, à la manifestation des Francs maçons demandant une trêve. Tous les moyens de conciliation étant épuisés il se radicalise. Il vote pour la création du Comité de Salut public. Le 16 mai il participe à la destruction de la colonne Vendôme sur les ruines de laquelle il prononce un discours vengeur contre Versailles. Le lendemain il vote pour la mise en exécution du décret des otages.
Pendant la Semaine sanglante Fortuné est l’un des derniers à combattre. Il occupe l’hôtel de ville dont il dirige la défense avec Pindy. Le 27 mai il combat encore rue Haxo à Belleville puis il parvient à échapper à la répression versaillaise en se déguisant en peintre en bâtiment. « Il est resté légendaire par le soin qu’il prenait de sa personne et la correction de sa toilette au milieu des horreurs du siège » affirme un journaliste audois.

### L’exilé anarchiste
Recherché, Fortuné se réfugie avec son épouse Rose et son fils Jean-Charles Fortuné Henry en Espagne dans la banlieue de Barcelone. C’est là que naissent ses fils Émile et Jules. Pour faire vivre sa famille il travaille comme employé puis directeur d’une mine et une usine de mercure à Bayarque près d’Almería. La famille connait un moment l’aisance mais l’instinct révolutionnaire de Fortuné prend le dessus. Il adhère peut-être au Comité de propagande révolutionnaire socialiste de la France méridionale créé par Paul Brousse en 1873 à Barcelone. On affirme en tout cas qu’il aurait participé à la Révolution cantonale et qu’il aurait pris une large part au développement des mouvements anarchistes espagnols. Son activisme révolutionnaire lui aurait valu plusieurs procès et la confiscation de ses biens.

### Le retour de l’exilé
Condamné à mort par contumace par le Conseil de Guerre, Fortuné doit attendre l'amnistie de 1880 pour revenir en France. Malade et sans revenu, il est heureusement aidé par son ami le docteur Goupil qui le soigne et l’emploie comme secrétaire. Fortuné meurt le 28 mai 1882 dans son domicile parisien d’une congestion cérébrale due aux vapeurs de mercures qu’il avait respirées dans son usine. Il est enterré au cimetière d’Ivry en présence de plusieurs communards dont le docteur Goupil et Benoît Malon. Madame Henry s’installe alors à Brévannes où elle fait transférer le corps de son mari. Dénuée de tout elle ouvre une buvette baptisée A l’Esperance dans une maison que le couple avait cédée à leur tante avant l’exil. C’est là qu’elle élève ses trois fils. Les aînés, Jean-Charles Fortuné Henry et Émile Henry, proches du militant Paul Brousse ami de leur père, vont devenir des anarchistes célèbres.

### Sixte Cassé
Maxime Du Camp, l'un des premiers historiens de la Commune a confondu par erreur Sixte Cassé avec Fortuné Henry. Cette erreur a été reprise par presque tous les ouvrages sur la Commune, lesquels mélangent les noms des deux communards dans diverses combinaisons : «CASSE (Sixte), dit Fortuné HENRY» ; « Sixe-Casse HENRY dit Fortuné » etc.
Presque rien n'est su de Sixte Cassé si ce n'est qu'il est Ariégeois né à Les Cabannes (Ariège) le 3 août 1822 et qu'il a participé à la Commune de Paris en 1871.

## Œuvres de Fortuné Henry
- Les civilisateurs, Paris, Librairie universelle, 1846
- Deuxième Guizotide, satire, Paris, Librairie universelle, 1846
- Armée d’Italie. Journée de Montebello, Carcassonne, impr. de L. Pomiès, 1859
- Panurge, Carcassonne - Paris, 1861-1863Hebdomadaire satirique illustré
- Si j’étais blanche lune, Legouix, 1862Poésie publiée sous le pseudonyme Henry de Bèze et mise en musique par Paul Lacombe
- Les Chants de ma prison, Toulouse, M. Gimet, 1862
- Les Chants de l’enfance, rondes et chansonnettes enfantines, Paris, H.-E. Martin, 1881 (lire en ligne sur Gallica)

### Notices biographiques
- Jules Clère, Les hommes de la Commune : Biographie complète de tous ses membres, Paris, Libraire-éditeur É. Dentu, 1871, xiv-195, 1 vol. in-18 (OCLC 457798492, lire en ligne sur Gallica), p. 86-87
- Paul Delion, Les membres de la Commune et du Comité central, Paris, A. Lemerre éditeur, août 1871, 446 p. (lire en ligne sur Gallica), p. 91-92
- Bernard Noël, Dictionnaire de la Commune, Coaraze, L'Amourier éditions, coll. « Bio », avril 2021 (1re éd. 1971), 799 p. (ISSN 2259-6976, présentation en ligne), p. 425-426
- « Notice Henry Fortuné (père) », sur maitron.fr, Le Maitron, dictionnaire bibliographique du mouvement ouvrier et du mouvement social, Association Les Amis du Maitron (consulté le 9 août 2021)